# Dioncophyllaceae

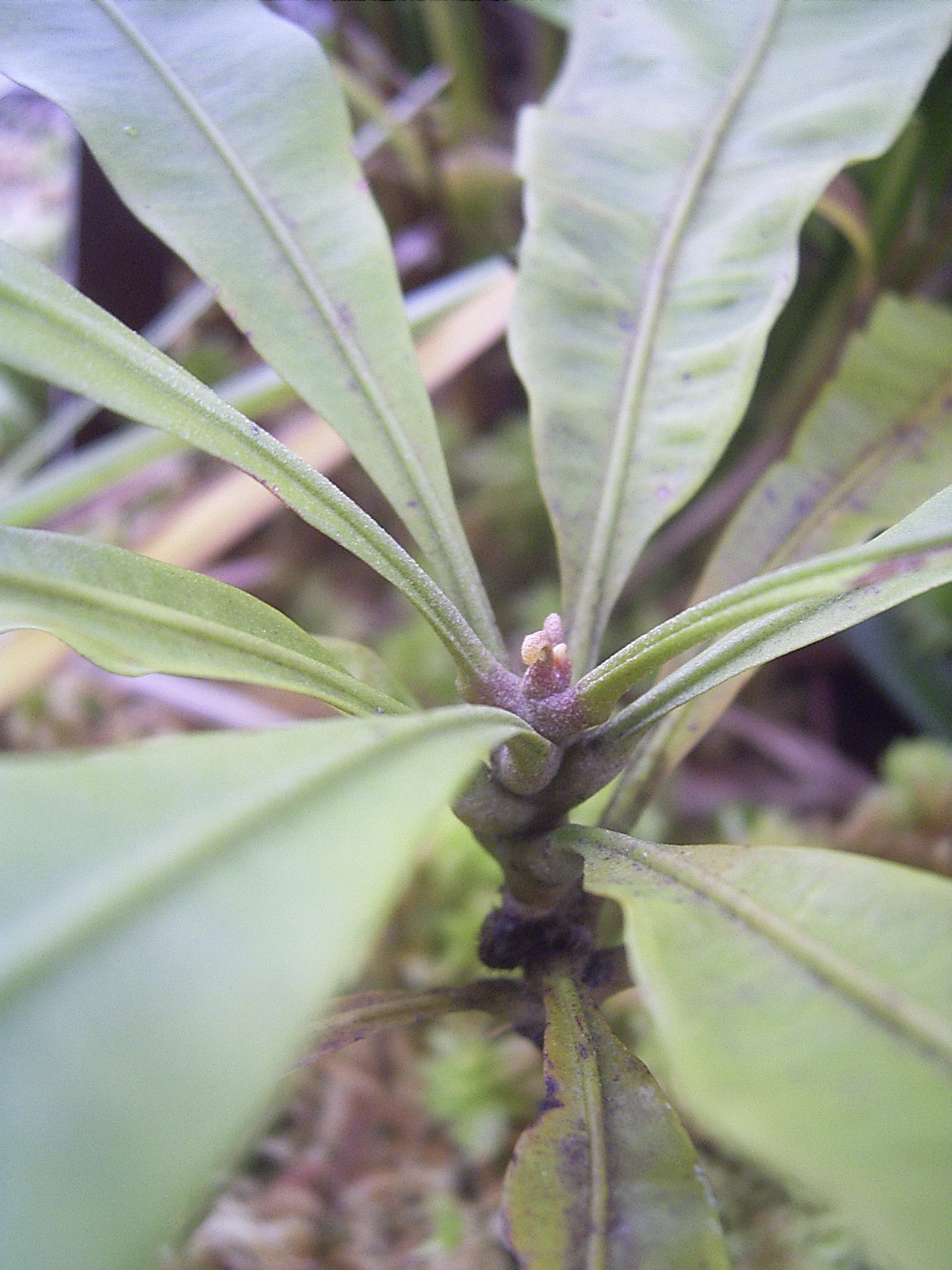
Triphyophyllum peltatum

Dioncophyllaceae – rodzina roślin okrytonasiennych obejmująca trzy monotypowe rodzaje występujące w lasach tropikalnej zachodniej Afryki. Jeden z przedstawicieli, Triphyophyllum peltatum, to roślina mięsożerna. Ona też ma znaczenie użytkowe – wykorzystywana jest lokalnie jako roślina lecznicza, której przypisywane są właściwości antymalaryczne.

## Morfologia
PokrójOkazałe, drewniejące pnącza lub krzewy o wspinających się pędach.
LiścieSkrętoległe, siedzące, pozbawione przylistków. Blaszki skórzaste, z siatkowatym, rzadziej też równoległym użyłkowaniem, całobrzegie lub z zaokrąglonymi ząbkami na brzegu. Część liści z haczykowatym wyrostkiem na szczycie. Część liści u Triphyophyllum peltatum ma kształt nitkowaty i pokryta jest wystającymi, lepkimi gruczołkami oraz siedzącymi gruczołkami trawiącymi.
KwiatyObupłciowe, promieniste, o okazałych lub drobnych listkach okwiatu zebrane są w luźnych, wierzchotkowatych kwiatostanach. Działki kielicha w liczbie 5 są wolne lub połączone u nasady. Płatki korony białe, czasem mięsiste, w liczbie 5, wyrastają przemiennie w stosunku do działek. Pręcików jest 10 lub 25-30 (u Dioncophyllum thollonii). Zalążnia jest górna, z 2 lub 5 owocolistków, jednokomorowa, z licznymi zalążkami.
OwoceSuche torebki pękające wzdłuż, często zanim dojrzeją nasiona, te oskrzydlone i zawieszone na sznureczkach po otwarciu torebek.

## Systematyka
Rodzina w przeszłości wiązana była ze strzeligłowowatymi (Flacourtiaceae) (w systemie Cronquista z 1981 w rzędzie fiołkowców Violales), później sytuowana przy dzbanecznikowatych (Nepenthaceae) i rosiczkowatych (Droseraceae). 
Pozycja systematyczna według APweb (aktualizowany  system APG IV z 2016)
Dowody wynikające z analiz morfologicznych ziarn pyłku oraz z sekwencjonowania DNA świadczą o tym, że jest to rodzina siostrzana dla Ancistrocladaceae:
|  | Droseraceae – rosiczkowate      |
|  |                                 |
|  | Nepenthaceae – dzbanecznikowate |
|  |                                 |

|  | Drosophyllaceae – rosolistnikowate                                     |
|  |                                                                        |
|  | \| \| Ancistrocladaceae \| \| \| \| \| \| Dioncophyllaceae \| \| \| \| |
|  |                                                                        |
|  | Ancistrocladaceae                                                      |
|  |                                                                        |
|  | Dioncophyllaceae                                                       |
|  |                                                                        |

|  | Ancistrocladaceae |
|  |                   |
|  | Dioncophyllaceae  |
|  |                   |

|  | Droseraceae – rosiczkowate      |
|  |                                 |
|  | Nepenthaceae – dzbanecznikowate |
|  |                                 |

|  | Drosophyllaceae – rosolistnikowate                                     |
|  |                                                                        |
|  | \| \| Ancistrocladaceae \| \| \| \| \| \| Dioncophyllaceae \| \| \| \| |
|  |                                                                        |
|  | Ancistrocladaceae                                                      |
|  |                                                                        |
|  | Dioncophyllaceae                                                       |
|  |                                                                        |

|  | Ancistrocladaceae |
|  |                   |
|  | Dioncophyllaceae  |
|  |                   |

|  | Frankeniaceae – pomorzlinowate |
|  |                                |
|  | Tamaricaceae – tamaryszkowate  |
|  |                                |

|  | Plumbaginaceae – ołownicowate |
|  |                               |
|  | Polygonaceae – rdestowate     |
|  |                               |

|  | Frankeniaceae – pomorzlinowate |
|  |                                |
|  | Tamaricaceae – tamaryszkowate  |
|  |                                |

|  | Plumbaginaceae – ołownicowate |
|  |                               |
|  | Polygonaceae – rdestowate     |
|  |                               |

|  | Droseraceae – rosiczkowate      |
|  |                                 |
|  | Nepenthaceae – dzbanecznikowate |
|  |                                 |

|  | Drosophyllaceae – rosolistnikowate                                     |
|  |                                                                        |
|  | \| \| Ancistrocladaceae \| \| \| \| \| \| Dioncophyllaceae \| \| \| \| |
|  |                                                                        |
|  | Ancistrocladaceae                                                      |
|  |                                                                        |
|  | Dioncophyllaceae                                                       |
|  |                                                                        |

|  | Ancistrocladaceae |
|  |                   |
|  | Dioncophyllaceae  |
|  |                   |

|  | Droseraceae – rosiczkowate      |
|  |                                 |
|  | Nepenthaceae – dzbanecznikowate |
|  |                                 |

|  | Drosophyllaceae – rosolistnikowate                                     |
|  |                                                                        |
|  | \| \| Ancistrocladaceae \| \| \| \| \| \| Dioncophyllaceae \| \| \| \| |
|  |                                                                        |
|  | Ancistrocladaceae                                                      |
|  |                                                                        |
|  | Dioncophyllaceae                                                       |
|  |                                                                        |

|  | Ancistrocladaceae |
|  |                   |
|  | Dioncophyllaceae  |
|  |                   |

|  | Frankeniaceae – pomorzlinowate |
|  |                                |
|  | Tamaricaceae – tamaryszkowate  |
|  |                                |

|  | Plumbaginaceae – ołownicowate |
|  |                               |
|  | Polygonaceae – rdestowate     |
|  |                               |

|  | Frankeniaceae – pomorzlinowate |
|  |                                |
|  | Tamaricaceae – tamaryszkowate  |
|  |                                |

|  | Plumbaginaceae – ołownicowate |
|  |                               |
|  | Polygonaceae – rdestowate     |
|  |                               |

Podział na rodzaje
- Dioncophyllum Baill. – z jednym gatunkiem Dioncophyllum thollonii
- Habropetalum Airy Shaw – z jednym gatunkiem Habropetalum dawei
- Triphyophyllum Airy Shaw – z jednym gatunkiem Triphyophyllum peltatum